# BMD-3
BMD-3 (ros. БМД-3 «Бахча», Боевая Mашина Десанта-3) – radziecki i rosyjski bojowy wóz piechoty przeznaczony dla wojsk powietrznodesantowych, z lat 90. XX wieku. Wyprodukowany w ograniczonej serii.

## Historia
W 1978 roku wprowadzono do Afganistanu wojska radzieckie. Armia Radziecka eksploatowała w tym okresie dwa typy bojowych wozów piechoty: BMP-1 i BMD-1. Główne uzbrojenia wozów BMP-1 i BMD-1, armata 73 mm 2A28 Grom okazała się uzbrojeniem o niewielkim zasięgu skutecznym. Dodatkowo niski kąt podniesienia armaty 2A28 uniemożliwiał zwalczanie wysoko położonych (np. na zboczach gór, w oknach) celów.
W 1981 roku w Afganistanie znalazły się jednostki wyposażone w bojowe wozy piechoty BMP-2. Jego główne uzbrojenie – 30 mm działko 2A42 okazało się znacznie skuteczniejsze od armaty 2A28. Dlatego dowództwo radzieckich wojsk powietrznodesantowych podjęło decyzję o wprowadzeniu do uzbrojenia nowego wozu bojowego uzbrojonego w armatę 30 mm.
Wstępne prace wykazały, że kadłub BMD-1 jest zbyt mały aby zamontować na nim wieżę BMP-2. Dlatego postanowiono opracować dwa pojazdy. Rozwiązaniem doraźnym miał być wóz wykorzystujący podwozie BMD-1 i nową jednoosobową wieżę z armatą 30 mm (późniejszy BMD-2), a docelowym nowy większy bojowy wóz piechoty.
W 1985 roku rozpoczęto produkcję BMD-2 i biuro konstrukcyjne Wołgogradzkiej Fabryki Traktorów (WTZ) mogło zacząć prace nad nowym bojowym wozem piechoty dla wojsk powietrznodesantowych. Zwiększenie liczby ciężkich samolotów transportowych spowodowało, że konstruktorom zezwolono zwiększyć masę bojową nowego BMD do ponad 10 ton. Projektowanie nowego pojazdu rozpoczęto już wiosną 1982 roku.
Dzięki zwiększonemu limitowi masy nowy bojowy wóz piechoty został wyposażony w większy kadłub i typową dwuosobową wieżę z BMP-2 z 30 mm działkiem 2A42 i karabinem maszynowym PKT. Na wieży zamontowana jest wyrzutnia rakiet 9M113 Konkurs. Dodatkowo BMD-3 jest uzbrojony w zamontowany w kadłubie granatnik automatyczny AGS-17 i rkm RPKS-74.
W porównaniu ze starszymi modelami BMD znacznie wzrosła dzielność morska nowego pojazdu. Zachowuje on stateczność przy stanie morza do 5° Beauforta, a wóz utrzymuje się na wodzie nawet przy 30% utracie pływalności.
BMD-3 został przyjęty do uzbrojenia w 1990 roku. Planowano, że stanie się podstawowym bojowym wozem piechoty wojsk powietrznodesantowych i piechoty morskiej, ale z powodów finansowych dostarczono tylko około 100 sztuk BMD-3. Do zakończenia produkcji w 1997 roku wyprodukowano ich 137. Uznano, że koncepcja pojazdu jest chybiona, gdyż pomimo rozmiarów dochodzących do klasycznego bojowego wozu piechoty i znacznego skomplikowania, ma on zbyt małe możliwości transportowe. Na początku XXI wieku wozy te wycofano do składnic sprzętu, lecz sięgnięto po nie w obliczu dużych ponoszonych strat podczas inwazji na Ukrainę. Ich użycie przez szkolone pododdziały potwierdzono w październiku 2023 roku.
Jedyną produkowaną wersją rozwojową był pojazd rozpoznania skażeń RChM-5, przyjęty na uzbrojenie w 2012 roku, lecz powstało tylko 6 sztuk. Wersja wozu dowodzenia BMD-3K została przyjęta na uzbrojenie w 1996 roku, ale nie była produkowana.

## Opis
BMD-3 jest pływającym opancerzonym, gąsienicowym wozem bojowym, przystosowanym do transportu drogą lotniczą i desantowania przez zrzut.
Załogę BMD-3 tworzy dowódca, kierowca, działonowy i siedmiu żołnierzy desantu. Kierowca i dwóch żołnierzy desantu zajmują miejsce w przedniej części pojazdu, działonowy i dowódca w wieży, a pięciu żołnierzy desantu w przedziale pomiędzy wieżą a przedziałem napędowym.
W przedniej części kadłuba znajdują się przedziały kierowania. W środkowej przedział bojowy z wieżą, a w tylnej przedział desantu i napędowy. Opancerzenie kadłuba i wieży chroni przed ostrzałem broni strzeleckiej i odłamkami pocisków artyleryjskich.
W przedziale napędowym umieszczony jest silnik i układ przeniesienia mocy. Napęd BMD-3 stanowi czterosuwowy, wysokoprężny, chłodzony cieczą silnik 2W06 o mocy 450 KM. Moc z silnika jest przenoszona na koła napędowe przy pomocy hydromechanicznego układu przeniesienia mocy. Mechanizm przenoszenia mocy umożliwia ruch wozu do tyłu, hamowanie oraz skręcanie.
BMD-3 posiada zawieszenie niezależne hydropneumatyczne. Każde z 10 kół jezdnych jest połączone za pomocą wahacza z amortyzatorem hydropneumatycznym. Dzięki zastosowaniu zawieszenia hydropneumatycznego prześwit może być zmieniany w zakresie 130 – 530 mm. Napęd z silnika jest przekazywany na znajdujące się w tylnej części pojazdu koła napędowe. Z przodu pojazdu znajdują się koła napinające.
Napęd w wodzie zapewniają dwa pędniki wodne.
W przedziale kierowania stanowiska mają kierowca i dwóch żołnierzy desantu. Kierowca obserwuje teren przed wozem za pomocą peryskopów. Środkowy peryskop może być zamieniony na peryskop nocny.
Po lewej stronie kierowcy siedzi żołnierz desantu obsługujący rkm RPKS-74.
Po prawej stronie kierowcy siedzi żołnierz desantu obsługujący granatnik automatyczny AGS-17.
W środkowej części pojazdu znajduje się przedział bojowy z wieżą obrotową. Wieża pancerna ma kształt stożka ściętego. W wieży znajduje się zasadnicze uzbrojenie wozu: 30 mm działko 2A42 i sprzężony z nim karabin maszynowy PKT. Maksymalny kąt wychylenia armaty +74° pozwala używać jej jako broni przeciwlotniczej. Na wieży zamontowana jest wyrzutnia umożliwiającą odpalanie pocisków ppk 9M113 Konkurs. Wokół wieży zamocowane jest sześć wyrzutni granatów dymnych 902W Tucza.
Działko 2A42 jest bronią automatyczną o szybkostrzelności regulowanej w zakresie 200-500 strz./min. Możliwe jest także prowadzenie ognia pojedynczego. Zapas amunicji to 500 naboi. Stosowane są naboje odłamkowe i przeciwpancerne rdzeniowe. Zapas amunicji do km PKT wynosi 20000 sztuk. Dodatkowo w wozie przewożone są ppk Konkurs.
Do celowania służy działonowemu dzienno-nocny celownik, a obserwację poza polem widzenia celownika zapewniają peryskopy. Do strzelań przeciwlotniczych służy specjalny celownik.
Dowódca dysponuje przyrządem dzienno-nocnym przyrządem obserwacyjnym oraz dwoma peryskopami. Tor nocny przyrządu obserwacyjnego wymaga podświetlania obserwowanych obiektów reflektorem podczerwieni.
Pomiędzy wieżą a przedziałem napędowym znajduje się przedział desantowy. Zajmuje w nim miejsce pięciu żołnierze desantu.
BMD-2 jest przystosowany do transportu drogą powietrzną (samolotami Ił-76 i An-124). BMD może być zrzucany na spadochronie (załoga desantuje w wozie bojowym). BMD-3 jest zrzucany przy pomocy zespołu spadochronowego PBS-950.